# Списак грчких божанстава
Списак грчких божанстава  :

## Дванаест врховних божанстава Олимпа
- Афродита
- Аполон
- Арес
- Артемида
- Атина
- Деметра
- Дионис
- Хефест
- Хера
- Хермес
- Посејдон
- Зевс

## Примордијална божанства
- Ананка
- Ереб
- Ерос
- Етар
- Геа
- Хаос
- Хемера
- Хрон
- Несоје
- Никта
- Понт
- Таласа
- Тартар
- Уран

## Титани
- Астреј
- Атлант
- Епиметеј
- Феба
- Хиперион
- Јапет
- Кеј
- Крије
- Хрон
- Лета
- Менетије
- Метида
- Мнемосина
- Океан
- Палант
- Перс
- Прометеј
- Реа
- Теја
- Темида
- Тетија

## Морска божанства
- Афеја
- Амфитрита
- Форкије
- Глаук
- Кето
- Нереј
- Нереиде
- Океан
- Океаниде
- Посејдон
- Протеј
- Таласа
- Таумант
- Теја
- Тритон

## Богови ветрова
- Апелиотес
- Бореј
- Еол
- Еурос
- Каикос
- Либос
- Нотос
- Скирон
- Зефир

## Остала божанства
- Алфеј
- Антерос
- Асоп
- Астреја
- Асклепије
- Аластор
- Ата
- Бија
- Дим
- Дика
- Енио
- Еоја
- Ерида
- Ериније
- Ерса
- Фоб
- Хад
- Харите
- Хеба
- Хеката
- Хелије
- Херакле
- Хестија
- Хигија
- Химен
- Хипнос
- Хоре
- Ида
- Илитија
- Ирида
- Каирос
- Калипсо
- Кере
- Кратос
- Лета
- Лиса
- Мојре
- Мом
- Морфеј
- Музе
- Нефела
- Немесис
- Ника
- Пан
- Персефона
- Плут
- Пријап
- Сабазије
- Селена
- Стикс
- Танатос
- Тиха
- Зел

## Галерија
- Зевс
- Хера
- Посејдон
- Арес
- Хермес
- Хефест
- Афродита
- Атина
- Аполон
- Деметра
- Артемида
- Хестија